# Jean de Villiers de L'Isle-Adam

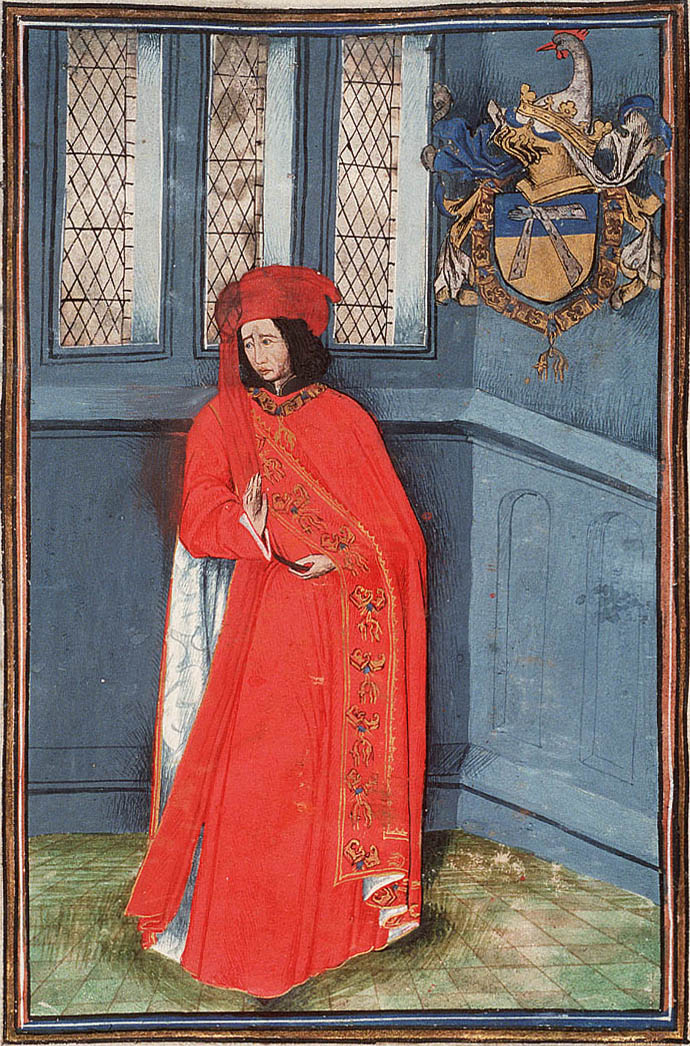
Jean de Villiers de L'Isle-Adam, in: Wapenboek van het Gulden Vlies

Jean de Villiers de L'Isle-Adam (ca. 1384 - Brugge, 22 mei 1437) was heer van L'Isle-Adam en maarschalk van Frankrijk. Tijdens de Honderdjarige Oorlog vocht hij zowel met de Bourgondiërs, de Fransen als met de Engelsen mee.

## Biografie
Jean de Villiers was een zoon van Pierre II de Villiers en Jeanne de Châtillon. Na de dood van zijn moeder in 1410 erfde hij de heerlijkheid. Tijdens het beleg van de stad Harfleur werd Jean de Villiers gevangengenomen door de Engelsen. Door middel van losgeld kwam hij vrij.
Villiers koos tijdens de Honderdjarige Oorlog de partij van de Bourgondiërs. In hun dienst was hij een van de leidende officieren die deel nam aan de verovering van Parijs en de massamoord die daarop volgde. Jan zonder Vrees, die de macht had overgenomen, benoemde hem tot Maarschalk van Frankrijk (1418).
In 1420 werd hij door Thomas Beaufort, de hertog van Exeter, gevangengezet en afgezet als maarschalk. Hij werd slechts vrijgelaten na een tussenkomst van Filips de Goede. Hij vervoegde de Engelsen onder bevel van Jan van Bedford.
Filips de Goede maakte hem opnieuw tot maarschalk, en tevens tot zijn raadgever en penningmeester. Hij benoemde Jean de Villiers in 1426 tot stadhouder van Holland. In Holland nam hij deel aan de Slag bij Brouwershaven als aanvalsleider en de Slag bij Hoorn, waarvoor hij met enkele roeijachten de stad Hoorn eerst ontzette door de Hoekse rebellen onder Willem Nagel te verjagen. Het jaar daarop was hij ook aanwezig bij het beleg van Amersfoort (1427). In 1429 werd hij gouverneur van Parijs, dat hij verdedigde tegen Jeanne d'Arc.
In 1430 werd hij ridder in de Orde van het Gulden Vlies. Jan van Bedford erkende hem in 1432 als Maarschalk.
Na de vrede van Atrecht in 1435 stond hij opnieuw aan de zijde van Karel VII van Frankrijk, die hem bevestigde als maarschalk. Hij veroverde in 1436, samen met Arthur III van Bretagne (connétable de Richemont), Pontoise op de Engelsen, en bracht Parijs opnieuw onder de controle van de Franse koning. Het volgende jaar werd hij uit Pontoise verjaagd door John Talbot.
Op 22 mei 1437 werd hij tijdens een volksopstand in Brugge gedood. Zijn lichaam werd bijgezet in de Sint-Donaaskathedraal van Brugge. De Bruggelingen moesten een grafmonument boven zijn graf oprichten. Dit monument werd tijdens de Beeldenstorm vernietigd en in 1578 door een nieuw monument vervangen, dat de afbraak van de kathedraal in 1800 niet overleefde.